# Kathy Bockus
Kathy Bockus est une femme politique canadienne. Elle représente la circonscription de Sainte-Croix à l'Assemblée législative du Nouveau-Brunswick depuis l'élection générale du 14 septembre 2020 et fait partie du caucus progressiste-conservateur.
Elle est ministre des Ainés de 2023 à 2024 et est réélue à l'assemblée législative aux élections d'octobre 2024.

## Biographie
Kathy Bockus a été journaliste au Telegraph-Journal et elle a travaillé à CBC Radio.